# A kém, aki szeretett engem

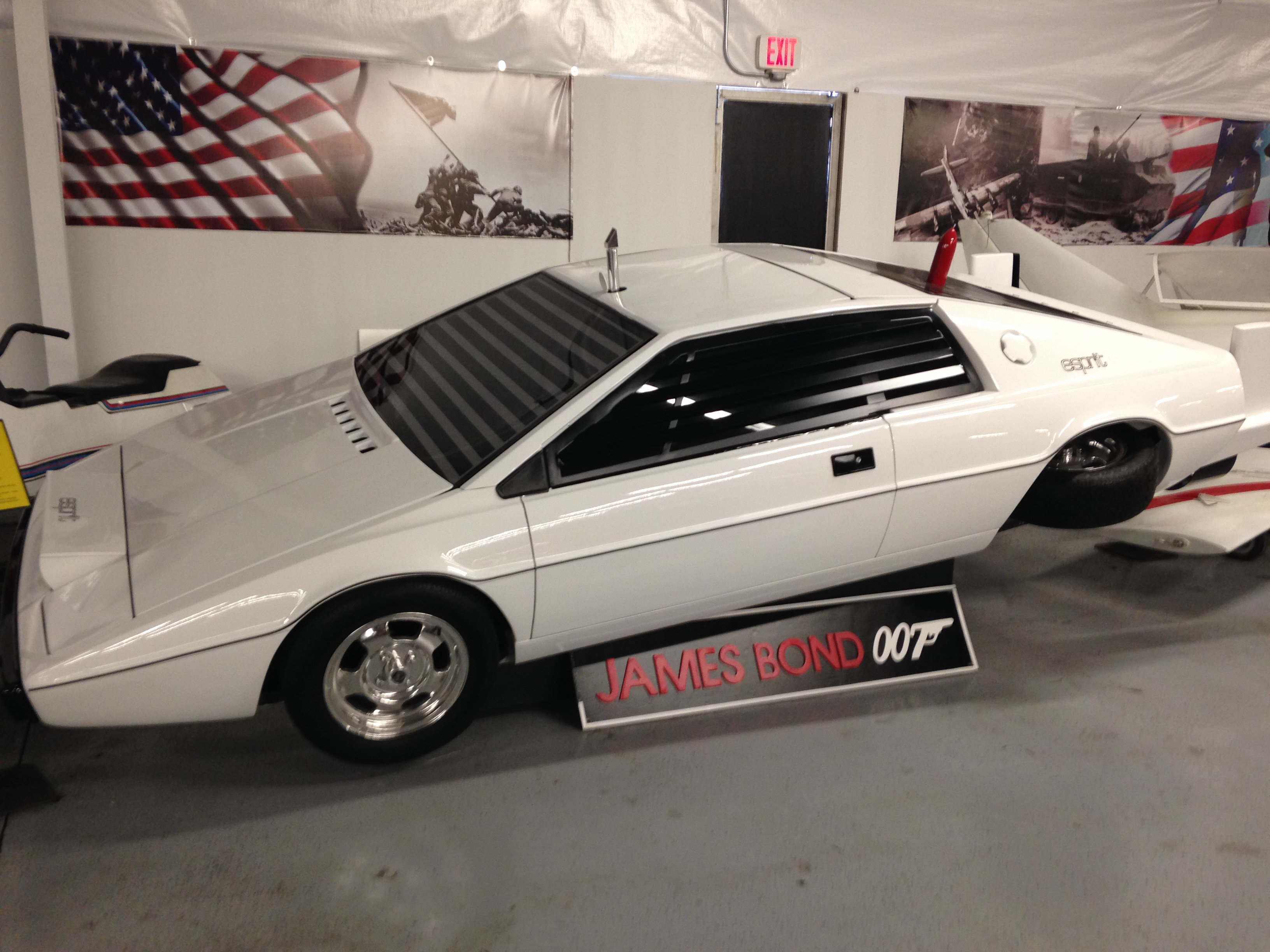
James Bond különleges Lotus Esprite autója

A kém, aki szeretett engem 1977-es brit kalandfilm, ami a tizedik James Bond-film, melyben Bondot harmadszor játssza Roger Moore.

## Cselekmény
|  | Alább a cselekmény részletei következnek! |

Váratlanul eltűnik egy brit és egy szovjet tengeralattjáró az óceánon. Mind a brit titkosszolgálat, mind a KGB értesül a nyugtalanító esetekről. Szovjet részről Tripla X-et, a.k.a. Ánya Amaszovát (Barbara Bach), az MI6 pedig James Bondot (Roger Moore) küldik az eset kivizsgálására. Persze Bond szokásához híven éppen "pihen" az osztrák Alpokban, amikor mennie kell, ám szovjet bérgyilkosok támadják meg. A 007-es kerekedik ugyan felül, de megöli Szergejt, Tripla X szerelmét (ez a későbbiek során feszültséget okoz a két titkosügynök között). 
Egyiptomban felbukkan egy Fekesh nevezetű személy, aki mikrofilmen lévő tengeralattjáró-nyomkövetőt kínál fel portékának. Bond elutazik tehát Kairóba megszerezni a tekercset, akárcsak Tripla X is. Viszont más is érdeklődik az áru iránt: a milliárdos tengerbiológus Carl Stromberg (Curd Jürgens) két bérgyilkosát – név szerint Cápát (Richard Kiel) [akit a Holdtkeltében már csak Jaws-nak szólítanak] és Sándort (Milton Reid). Míg Sándorral a 007-es könnyűszerrel elbánik, addig Fekesh-sel Cápa végez a gizai piramisoknál. Ugyanakkor a mikrofilmet a Bond megszerzi és egyben a bájos Amaszova társaságát is, akivel együtt próbálnak meglépni Jaws kegyetlen vasfogainak harapásai elől. Viszont a filmet Tripla X egy hajón megszerzi Jamestől, miután az óvatlan brit ügynököt elkábítja.
Ugyanakkor mind a KGB, mind az MI6 érdekeltté vált a közös munka folytatásában, mivel szeretnék megakadályozni az esetleges atomháborút, hisz az eltűnt tengeralattjárókon nagy számú nukleáris robbanófejeket is szállítottak, így idő kérdése, hogy mikor veti be őket. Egyesítve erejüket a 007-es és Tripla X Szardíniára utaznak, ahol tengerbiológus-házaspárként kiadva magukat bejutnak Stromberg vízalatti világába, Atlantis-ba, ahol megismerkednek a Liparius nevű hatalmas tankerhajóval is. A látogatás után azonban Stromberg Cápát és bájos alkalmazottját Naomit küldi a nyomukba, hogy végezzen a két titkosügynökkel. Az akció ezúttal is kudarc volt: a szovjet és a brit kém a Lotus Esprit autójukkal tengeralattjáró üzemmódban nyernek egérutat üldözőik elől, s egyúttal a víz alól szemlélik meg Stromberg bázisát. Hamarosan arra is rájönnek, hogy a Liparius 9 hónapos vízrebocsátása óta nem kötött ki sehol, ami több mint furcsa, ráadásul elég nagy hajó, hogy elrejtsen két vagy akár több tengeralattjárót is. Egy meghitt beszélgetés során Bond megvallja Ányának, hogy bizony ő ölte meg a szerelmét, így Tripla X a küldetés végére vérbosszút fogad.
Nem sokkal később már egy amerikai tengeralattjáró fedélzetén figyelik meg Stromberg óriási hajóját, ami végül elfogja őket. Az óceánjáró belsejében találják meg az eltűnt szovjet és brit hajókat is, Stromberg pedig leleplezi tervét: a két foglyul ejtett tengeralattjáróval 1-1 atomrakétát akar kilövetni Moszkvára és New Yorkra, atomháborút idézve elő ezzel. Tripla X-et Stromberg magával viszi Atlantis-ra, ahol megalapítja az új világrendet, miután elvonult a nukleáris vihar. Bond pedig kiszabadítja az amerikai, orosz és brit tengerészeket, akik nagy vérveszteségek árán, de átveszik az óceánjáró felett az irányítást. A hajó haldokló kapitányától Bond megtudja, hogy a rakétákat beprogramozták már a kilövésre, azokat csak a tengeralattjáró-nyomkövetőegység segítségével lehet megakadályozni. A 007-es így is tesz: a robbanófejek célpont koordinátáit átprogramozza, így a két tengeralattjáró egymást lövi ki. 
Washington utasítására a megmaradt amerikai hajó és vegyes nemzetiségű legénysége utasítást kap arra, hogy Stromberg birodalmát, Atlantis-t el kell pusztítaniuk. Mivel Amaszova még a létesítményben van így Bond időt csikar ki magának az amerikai kapitánytól, hogy társát kimenthesse onnan. Itt veszi kezdetét a végső csapás: James viszonylag egyszerűen végez Stromberggel, ám Cápával már kicsit nehezebben boldogult (ő egyébként a végén meg is menekül a süllyedő Atlantis-ról). Kimenti Tripla X-et egy mentőkabinban, Atlantis pedig örökre a habokba vész.
A mentőkapszulában Amaszova betartotta ígéretét: fegyvert szegez a 007-esre, amiért megölte egykori szerelmét. Ám James él az utolsó kívánság jogával: le szeretné venni magáról és a szépséges szovjet titkosügynök-társáról a vizes ruhákat, így végül feledve a rossz emlékeket az óceán lágy hullámain ringatózva egymásé lesznek. Egészen addig, amíg egy brit cirkálón "M" és Gogol tábornok be nem kukucskál a kapszula ablakán és megdöbbenten látják, hogy a két ügynök milyen kellemesen romantikusan egymásba habarodott...

## Szereplők
| Szerep                             | Színész            | Magyar hang       |
| ---------------------------------- | ------------------ | ----------------- |
| James Bond                         | Roger Moore        | Láng József       |
| Ánya Amaszova őrnagy               | Barbara Bach       | Biró Anikó        |
| Carl Stromberg                     | Curd Jürgens       | Rajhona Ádám      |
| Cápa (Jaws)                        | Richard Kiel       | –                 |
| Naomi                              | Caroline Munro     | Balogh Anikó      |
| Anatol Gogol tábornok              | Walter Gotell      | Buss Gyula        |
| Sir Frederick Gray hadügyminiszter | Geoffrey Keen      | Dobránszky Zoltán |
| M                                  | Bernard Lee        | Makay Sándor      |
| Benson kapitány                    | George Baker       | Faragó József     |
| Szergej Barszov                    | Michael Billington |                   |
| Felicca                            | Olga Bisera        | Tallós Rita       |
| Q                                  | Desmond Llewelyn   | Versényi László   |
| Miss Moneypenny                    | Lois Maxwell       |                   |
| Huszein sejk                       | Edward de Souza    | Sörös Sándor      |
| Max Kalba                          | Vernon Dobtcheff   | Varga T. József   |
| Carter parancsnok                  | Shane Rimmer       | Balázsi Gyula     |
| Liparus kapitánya                  | Sydney Tafler      | Áron László       |
| Sandor                             | Milton Reid        | Bolla Róbert      |

## Érdekességek
- A filmben látható Lotus Espritet valóban kétéltűvé alakították.[1] Az autóért egy 2013-as árverésén 550 ezer fontot fizettek.[2]